# Nématothalle
Un nématothalle ou thalle hétérotriche est un thalle sans axe principal caractérisé par deux types de filaments :
- des filaments rampants ramifiés à rôle fixateur ;
- des filaments dressés ramifiés à croissance indéfinie.

D'un point de vue évolutif, ce thalle provient  de l'archéthalle (groupe de cellules unis par une gelée).
Exemples : Ulva, Monostroma, Ectocarpus speciosa et Caulerpa taxifolia.